# Magpie Island
Magpie Island est une petite île de la Tamise en Angleterre.

## Description
Il s'agit d'une île fluviale, inhabitée et recouverte d'arbres, située entre le hameau d'Aston (en), dans le Berkshire, et le village de Medmenham, dans le Buckinghamshire.